# Jan Jacob Verdenius
Jan Jacob Verdenius (* 11. September 1973) ist ein ehemaliger niederländischer / norwegischer Skilangläufer.
Verdenius erreichte seine besten Resultate in der Saison 2000/01. So siegte er beim Sprintweltcup in Engelberg und konnte in der Saison noch zwei weitere Podiumsplatzierungen feiern. Diese guten Resultate sicherten ihm den Sieg in der Gesamtwertung des Sprintweltcups. Bei der nordischen Skiweltmeisterschaft 2001 erreichte er den zehnten Platz im Sprintwettbewerb. 
1996 und 1997 wurde Verdenius Rollski-Weltmeister. Bei dem im Sommer ausgetragenen Rollski-Weltcup wurde er 2000 Zweiter der Gesamtwertung. Er konnte dabei fünf Wettbewerbe für sich entscheiden.
Nach der Saison 2001/02 beendete Verdenius seine aktive Karriere.